# Coracina tenuirostris
El oruguero picofino (Coracina tenuirostris) es una especie de ave paseriforme en la familia Campephagidae. Se encuentra en Australia, Indonesia, Micronesia, Palau, Papua Nueva Guinea, y las islas Salomón. Sus hábitats naturales son los bosques templados y los bosques bajos húmedos subtropicales o tropicales.

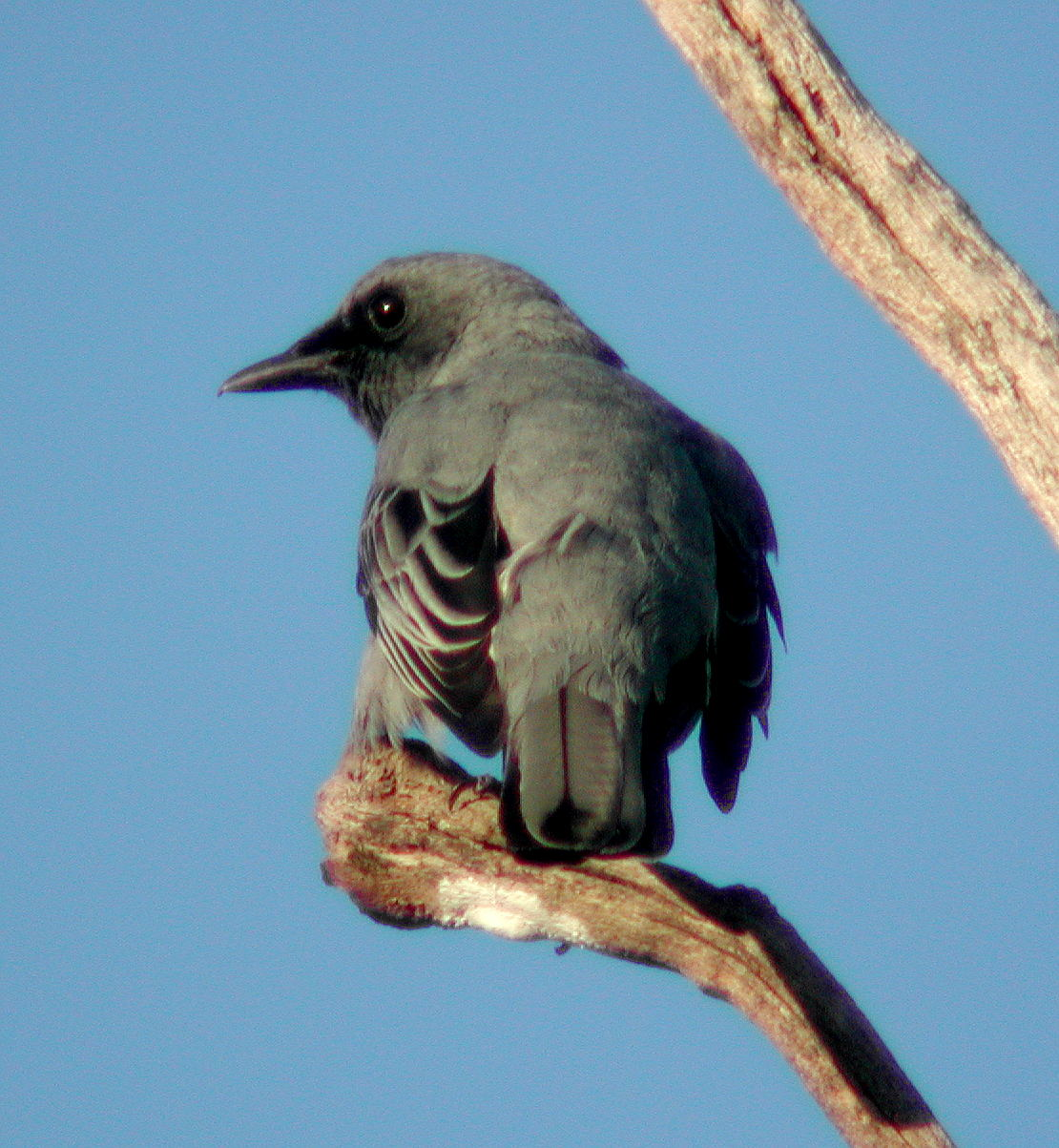
Kobble Creek, sureste de Queensland, Australia.

## Subespecies
Se han descrito numerosas subespecies, algunas de las cuales son distintivas y a menudo son consideradas especies separadas:
- C. t. admiralitatis (Manus cicadabird)
- C. t. amboiensis
- C. t. aruensis
- C. t. edithae
- C. t. emancipata
- C. t. erythropygia
- C. t. grayi
- C. t. heinrothi
- C. t. insperata (Oruguero de Ponapé)
- C. t. kalaotuae
- C. t. kalaotuae
- C. t. matthiae
- C. t. melvillensis
- C. t. meyerii
- C. t. monacha (Oruguero de Palao)
- C. t. muellerii
- C. t. nehrkorni
- C. t. nesiotis (Yap cicadabird)
- C. t. nisoria
- C. t. numforana
- C. t. obiensis
- C. t. pererrata
- C. t. remota (frey-capped cicadabird)
- C. t. rooki
- C. t. rostrata
- C. t. saturatior
- C. t. tagulana
- C. t. tenuirostris
- C. t. timoriensis
- C. t. ultima